# Giacomo Belotti
Giacomo Belotti (Rudiano, 31 luglio 1887 – Treviglio, 27 novembre 1967) è stato un pittore italiano.

## Biografia
Giacomo Belotti era figlio di Angelo e Angela Ghidini, nato a Rudiano in provincia di Brescia ma trasferitisi da giovanissimo con la famiglia a Gazzaniga in provincia di Bergamo. Molte sono le sue opere di pittura a fresco eseguite per le chiese del territorio bergamasco.
Dal 1903 al 1910 seguì i corsi di pittura di Ponziano Loverini all'Accademia Carrara ottenendo moltissimi riconoscimenti e vincendo molti premi con Luigi Cassani, Vittorio Manini, Pietro Cambianica, Paolo Servalli, Giovanni Marini e Attilio Mozzi.

Nel corso del 1903-1904 per la realizzazione della stampa di un bassorilievo che l'anno successivo, ricevendo una medaglia in bronzo per il Concorso delle statue. Nell'anno scolastico 1907-1908 ottenne ottimi risultati anche al Concorso del Nudo e al secondo posto per quello di Prospettiva e di Storia dell'arte. La cosa si ripeté l'anno successivo, e vincendo il primo premio nel Corso del Colorito divenne uno dei giovani artisti più promettenti dei primi anni del XX secolo.
Nel 1913 vinse i premio in denaro per il concorso triennale della famiglia Piazzoni, premio che veniva assegnato all'allievo migliore, l'anno successivo vinse il concorso per l'assegnazione di una Borsa di studio di Roma e un assegno di 300 lire dalla Banca Popolare di Bergamo. Nel 1915 fu acquistata la sua prima opera dell'Associazione per l'Incoraggiamento delle Belle Arti. 
Il biennio 1916-1917 seguì un corso di perfezionamento per lo studio delle opere sacre del periodo sacro a Roma.
Dedicò  molta parte della sua vita, a partire dagli anni '30 del Novecento agli anni '60 alla realizzazione di affreschi. Dal 1963 si ritirò a vita privata per motivi di salute.

## Opere
Del periodo di studio all'Accademia Carrara restano alcuni studi a colore e carboncino oltre alcuni studi di nudo:
- Studio di vecchia
- Nudo di bambino
- Ritratto di bambina
- Ritratto di Teresa De Marchi olio su tela, (65x50) collezione privata

Opere a fresco:
- Nel bienno 1953-1954 eseguì un ciclo completo di affreschi per la chiesa di San Giorgio Martire di Casaletto Vaprio che comprendevano: Annunciazione, Maestà di Cristo Re, San Giorgio, San Pantaleone, San Giorgio a cavallo nell’atto di trafiggere il drago, San Pantaleone mentre restituisce la vita a un ragazzo morso da una vipera.
- Angeli chiesa di San Carlo, Inzago;
- Madonna col Bambino abitazione privata Treviglio
- Missione di San Pietro Chiesa di S. Maria Assunta e Sant'Ippolito Gazzaniga, 1934;
- le decorazioni tra il 1950 e il 1951 della chiesa di San Giovanni Battista di Madone progetto di Luigi Angelini